# Katastralgemeinde St. Martin am Silberberg
Die Katastralgemeinde St. Martin am Silberberg ist eine von acht Katastralgemeinden der Gemeinde Hüttenberg im Bezirk Sankt Veit an der Glan in Kärnten. Sie hat eine Fläche von 1841,69 ha.
Die Katastralgemeinde gehört zum Sprengel des Vermessungsamtes Klagenfurt.

## Lage
Die Katastralgemeinde liegt im Nordosten des Bezirks Sankt Veit an der Glan, am Nordrand der Gemeinde Hüttenberg. Sie grenzt auch an zwei in der Steiermark liegende Katastralgemeinden, nämlich an Noreia (Gemeinde Mühlen) im Norden und an Lavantegg (Gemeinde Obdach) im Nordosten. Ansonsten ist sie in die Gemeinde Hüttenberg eingebettet und grenzt dabei im Osten an die Katastralgemeinde St. Johann am Pressen, im Südosten an die Katastralgemeinde Zosen, an der Südspitze an die Katastralgemeinde Hüttenberg und im Westen an die Katastralgemeinde Unterwald. Die Katastralgemeinde erstreckt sich über eine Höhenlage von 814 m ü. A. an der Görtschitz an der Südspitze der Katastralgemeinde bis zu 1841 m ü. A. auf der Zanitzenhöhe, einem Ausläufer des Zirbitzkogels, am Nordostrand der Katastralgemeinde.

## Ortschaften
Auf dem Gebiet der Katastralgemeinde St. Martin am Silberberg liegt die Ortschaft Sankt Martin am Silberberg.

## Vermessungsamt-Sprengel
Die Katastralgemeinde gehört seit 1. Jänner 1998 zum Sprengel des Vermessungsamtes Klagenfurt. Davor war sie Teil des Sprengels des Vermessungsamtes St. Veit an der Glan.

## Geschichte
Ende des 18. Jahrhunderts wurden die Kärntner Steuergemeinden (später: Katastralgemeinden) gebildet und Steuerbezirken zugeordnet. Die Steuergemeinde St. Martin wurde Teil des Steuerbezirks Silberberg.
Im Zuge der Reformen nach der Revolution 1848/49 wurden in Kärnten die Steuerbezirke aufgelöst und Ortsgemeinden gebildet, die jeweils das Gebiet einer oder mehrerer Steuergemeinden umfassten. Die Steuer- bzw. Katastralgemeinde St. Martin wurde Teil der Gemeinde St. Martin am Silberberg. Die Größe der Katastralgemeinde wurde 1849 mit 3200 Österreichischen Joch und 1481 Klaftern (ca. 1842 ha, also die heutige Fläche) angegeben; damals lebten 287 Personen auf dem Gebiet der Katastralgemeinde. 1865 wurde die Gemeinde St. Martin am Silberberg aufgelöst; die Katastralgemeinde kam zur Gemeinde Hüttenberg. In den 1920er-Jahren wurde die Gemeinde St. Martin am Silberberg wiederhergestellt. Im Zuge der Gemeindestrukturreform wurde die Katastralgemeinde 1973 neuerlich an die Gemeinde Hüttenberg angeschlossen.
Die Katastralgemeinde St. Martin am Silberberg gehörte ab 1850 zum politischen Bezirk Sankt Veit an der Glan und zum Gerichtsbezirk Althofen. Von 1854 bis 1868 gehörte sie zum Gemischten Bezirk Althofen. Seit der Reform 1868 ist sie wieder Teil des politischen Bezirks Sankt Veit an der Glan, zunächst als Teil des Gerichtsbezirks Althofen, ab 1872 als Teil des Gerichtsbezirks Eberstein, und seit dessen Auflösung 1978 als Teil des Gerichtsbezirks St. Veit an der Glan.

## Persönlichkeiten
- Kilian Schauß (1909–1942), Bäcker und Holzarbeiter, Widerstandskämpfer, ermordet im Strafgefängnis Berlin-Plötzensee